# Bibliothek der Philosophisch-Theologischen Hochschule St. Pölten
Die Bibliothek der Philosophisch-Theologischen Hochschule St. Pölten ist eine öffentlich zugängliche Hochschulbibliothek in St. Pölten in Österreich. Sie ist die wissenschaftliche Bibliothek der Philosophisch-Theologischen Hochschule St. Pölten, Unterhaltsträger ist die Diözese St. Pölten. Ihre Bestände konzentrieren sich auf die Bereiche Philosophie und Theologie.
Der Gesamtbestand umfasst etwa 100.000 Bände (Stand: 2013), davon sind 14.800 vor dem Jahr 1901 erschienen (100 aus dem 18. Jahrhundert, 14.700 aus dem 19. Jahrhundert). Der Bestand ist nach 27 Sachgebieten im Westtrakt des Hauses Wiener Straße 38 über drei Stockwerke aufgestellt.